# N'Diongane
Pour plus de détails, voir Fiche technique et Distribution.
N'Diongane est un court métrage de 18 minutes réalisé en 1965 par Paulin Soumanou Vieyra d'après le conte Petit Mari de Birago Diop. L'histoire Petit Mari a été écrite en 1947 pendant la colonisation française, mais le court-métrage quant à lui fut réalisé en 1965 après l'indépendance du Sénégal, en 1960.

## Synopsis
L’histoire d’une famille d'Afrique fait face au décès du père de la famille. La mère dans un deuil profond à la suite de la mort de son mari ne s’occupe plus beaucoup de ces enfants. Et c’est sa fille, qui, au début, surnomme son frère qui est nommé N'Diongane, « Petit-Mari ». Cependant, au fil des années, le surnom « Petit-Mari » commence à agacer le jeune garçon en particulier après le rite de passage de la circoncision qui en a fait un homme. Il réclame alors le respect, il ne veut plus qu'on l'appelle par un surnom diminutif : « Petit-Mari ». Cependant, la sœur n’a jamais l'intention de s'arrêter, d'autant plus que le sobriquet cache désormais une attirance incestueuse non avouée à l'égard du jeune homme. Le frère, épuisé psychologiquement par cette situation, se met à courir droit vers la mer et dit : « Ne m’appelle pas Petit-Mari », sa sœur réplique : « Je le dirai et redirai, Petit-Mari » et la mère supplie son fils de rentrer. Arrivé à la mer, N'Diongane entre et disparaît dans les vagues. La mère en colère s'empare de sa fille, qu’elle identifie maintenant comme étant la cause de la mort du Petit-Mari, son fils aîné, et l'étouffe. À la fin, le Griot explique d'après la légende, que l'on peut entendre dans les coquillages de la plage la sœur qui dit : « Reviens, N'Diongane, N'Diongane, reviens ».

## Fiche technique
- Titre original : N'Diongane
- Réalisation : Paulin Soumanou Vieyra
- Scénario : D'après le conte de Birago Diop
- Musique originale de : Dembo Kouyat
- Montage : Daniel Mouchot
- Assistant : Cheikh Dieng
- Prise de vues : Christian Lacoste et Georges Cartistan
- Sociétés de productions : Gouvernement du Sénégal[1] et Ministère de la Coopération Français[2]
- Société de distribution : Cinémathèque Afrique
- Pays d'origine :  Sénégal
- Langue originale : français
- Format : noir et blanc - 35 mm
- Genre : drame
- Durée : 18 minutes (court-métrage)
- Date de sortie : 1965

## Distribution
- Ahmed Tidiane Sy
- Astou Thiam
- Handy Dieng
- Dembo Kouyaté

## Prix
International Film Festival Rotterdam 2010

## Analyse

### Différences entre le conte «Petit-Mari» et le court-métrage «N'Diongane»
Première différence importante entre le conte et le film est l'histoire d'origine. « Petit-Mari » est une histoire écrite, mais le court-métrage N'Diongane est un audiovisuel qui permet au public analphabète de connaître l'histoire aussi. Une autre différence est l'utilisation du Griot, un personnage qui va raconter l'histoire. Dans le cas du court-métrage N'Diongane, un savant racontant l'histoire aux enfants du village. Également, le court-métrage suscite l'intérêt du public parce qu'il s'adresse directement au public en utilisant le pronom « vous » comme dans la phrase « quand vous avez votre mère aucune peine ne peut vous être cruelle » [4].

### Thèmes
- Si vous ne connaissez pas le sujet, laissez ce bandeau (vous pouvez alors contacter les auteurs).
- Si vous supprimez le contenu mis en cause (vous pouvez préalablement contacter les auteurs),

argumentez précisément cette suppression dans la page de discussion
(un manque de référence n'est pas un argument ; une recherche réelle de référence doit avoir été effectuée, être formellement documentée).
Rite de passage : déjà présent dans le conte original Petit-Mari, il  est également montré dans le film. C'est le moment où l'on montre le jeune garçon qui grâce au rituel de passage (la Circoncision) est considéré comme un homme. Par conséquent, il ne devrait plus être considéré comme étant « Petit », dans le court-métrage c'est démontré par les moqueries des camarades.
L'oralité : trait typique de la culture africaine, elle est présente dans le court-métrage grâce aux voix et musiques traditionnelles. En effet, la présence d'un Griot dans le court-métrage fait un lien entre les traditions pour conter une histoire par voie orale et le cinéma.

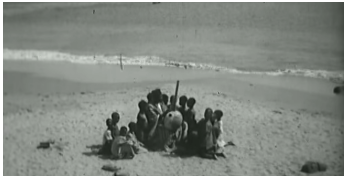

Mystique: La fin du court-métrage propose un autre côté mystique qui se caractérise par le fait que si l'on porte un coquillage à son oreille, on entend la mère de N'Diongane l'appeler, comme l'explique le griot: «ceux qui sont morts ne sont jamais partis et ils sont dans toutes choses». On observe donc un besoin de lier le conte, le film, à un aspect mystérieux de la vie.

### Aspects sonores
Le son et les dialogues ont été postsynchronisé. Il est possible de remarquer[Interprétation personnelle ?] que le son a été ajouté au montage, car, à plusieurs reprises, l’expression du visage et les mouvements des lèvres des acteurs ne correspondent pas à la voix des acteurs.
Quelques musiques africaines accompagnent le film. Les musiciens qui jouent cette musique ne sont pas présents dans les scènes, la musique a donc été ajouté après le tournage.